# Carapoia crasto
Espèce
Carapoia crasto est une espèce d'araignées aranéomorphes de la famille des Pholcidae.

## Distribution
Cette espèce est endémique du Sergipe au Brésil,.

## Description
Le mâle holotype mesure 5,0 mm.

## Étymologie
Son nom d'espèce lui a été donné en référence au lieu de sa découverte, Mata do Crasto à Santa Luzia do Itanhy.

## Publication originale
- Huber, 2005 : Revision and cladistic analysis of the spider genus Carapoia González-Sponga (Araneae: Pholcidae), with descriptions of new species from Brazil's Atlantic forest. Invertebr. Syst., vol. 19, p. 541-556.